# セーフモード
セーフモードとは、Windows（9x系及び2000以降）やmacOS、AndroidやLinuxディストリビューションなどのオペレーティングシステム (OS) で、なんらかの不具合によりコンピュータに問題が生じたときのための診断用の起動モードのことである。診断を容易にするため必要最低限のドライバや機能以外は無効になっている。

## 特徴

### Windows
- 読み込まれるデバイスドライバは最低限のものだけ（キーボード、マウスなど）。ネットワークは基本的に不可能だが、別途ネットワークが使用できるセーフモードも用意されている。
- グラフィックはWindows標準VGAを利用する。（そのためグラフィックドライバのロールバックまたはアンインストールにも利用できる。）
- 以上からこのモードはドライバのアンインストールやロールバックなどに最適とされ、ここで修復すれば正常状態に戻ることが多い。
- 不要なサービス・セキュリティソフトも一切起動しないため、デフラグはこのモードで行うことが推奨されている。
- 意図しないサービス・プログラムの起動もないためスパイウェアやマルウェア等の自動的に起動されてしまい通常モードで削除できないファイルも削除可能である。

### macOS
- ログイン項目と機能拡張、ユーザが追加したフォントは読み込まれない。
- 起動ディスクのチェックが実行される。（ディスクユーティリティの First Aidに似た動作である。）
- フォントキャッシュなどのシステムキャッシュが自動的に削除される。

## セーフモード起動方法

### Windows
電源を入れた後、Windows 95なら「staring  windows 95 ...」と表示されている段階で、Windows 2000/XP/Server 2003/Vista/Server 2008/7/Server 2008 R2ならBIOSからWindowsのロードに移行する前に「F8」キーを押す（連打しても問題はない）。Windows 98/Meなら電源投入後「Ctrl」キーを押し続ける。いずれのOSでも起動メニューが表示されたら、矢印キーで「Windows拡張オプション」（95及び2000。XPは後述のものにすぐ移行）・「スタートアップメニュー」 (Me/98)にカーソルを合わせEnterを押す。そしてセーフモード（または「Safe Mode」）を選択、マルチブート環境であれば該当のOSを選択すると起動できる。
Windows 8以降ではセーフモードの起動方法が変更されており、スタートメニューの電源オプションの「再起動」ボタンをShiftを押したままクリックするか、設定アプリの「更新とセキュリティ」の「回復」にある「PCの起動をカスタマイズする」から再起動をクリックし、「トラブルシューティング」>「スタートアップ設定」>「再起動」>「詳細設定」の順にクリックし、再度再起動されたら「スタートアップ設定」画面でF4またはテンキーの4を押すことでセーフモードで起動できる。MSConfigを使用してセーフブートする方法もある。

### macOS
IntelプロセッサのMacの場合は、システム終了した状態でShiftキーを押したまま電源ボタンを押して起動することによりセーフモードを有効にできる。AppleシリコンMacの場合は、システム終了した状態で電源ボタンを長押しし、「起動オプションを読み込み中」と表示されたら表示される画面の起動ディスクを選択し、Shiftキーを押したまま「セーフモードで続ける」をクリックすることでセーフモードを有効にできる。

## アプリケーションのセーフモード
アプリケーションが個別にセーフモードを持つ場合もある。Microsoft Officeのセーフモードは、前回正常にOfficeアプリケーションが終了しなかった場合、そのとき編集していたファイルの一時データを用いてファイルを回復する目的で、機能を制限したモードとして起動する。PHPインタプリタのセーフモードはセキュリティの測定に使われる。
Internet Explorerや、Mozilla Firefoxのセーフモードはロード時に拡張機能をはずすことができ、問題のある拡張を特定することができる。

## 注
1. ↑  Windows 11ではシステムを選択する。